# Uniroyal International Championship
Het Uniroyal International Championship was in 1976 en 1977 een golftoernooi van de Europese PGA Tour.
Het toernooi is slechts twee keer gespeeld, telkens in de laatste week van juni en steeds op de Moor Park Golf Club in Rickmansworth, ten noorden van Londen, Engeland. The prijzengeld was in 1977 £ 29.010, hetgeen betekent dat het een gemiddeld toernooi in die tijd was.
Hoofdsponsor was Uniroyal.

## Winnaars
| Jaar                                | Baan                               | Winnaar                  | Score                  | Score                  |
| Uniroyal International              | Uniroyal International             | Uniroyal International   | Uniroyal International | Uniroyal International |
| ----------------------------------- | ---------------------------------- | ------------------------ | ---------------------- | ---------------------- |
| 1976                                | Moor Park Golf Club, Rickmansworth | Tommy Horton             | 277                    | -11                    |
| Uniroyal International Championship |                                    |                          |                        |                        |
| 1977                                | Moor Park Golf Club, Rickmansworth | Severiano Ballesteros PO | 276                    | -12                    |

PO: Ballesteros versloeg Nick Faldo in de play-off.